# استاروتورایوو
استاروتورایوو (انگلیسی: Staroturayevo) یک شهرک در شهرستان یرمکیفسکی استان باشقیرستان کشور روسیه است.